# Ambohimasina (Betafo)
Ambohimasina è una città e comune del Madagascar situata nel distretto di Betafo, regione di Vakinankaratra. 
La popolazione del comune rilevata nel censimento 2001 era pari a 17 911 unità.